# Engenheiro de pista

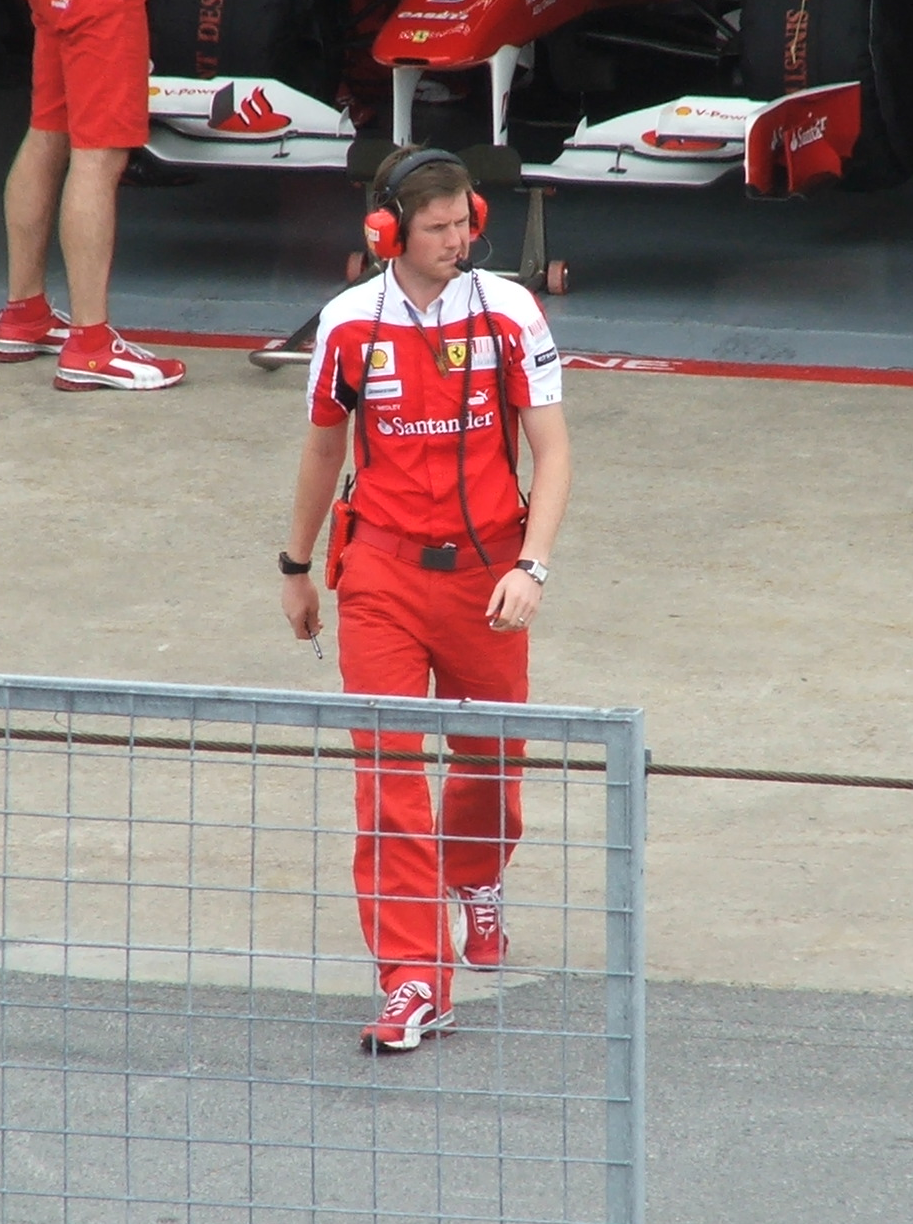
Engenheiro de pista Rob Smedley da Scuderia Ferrari no GP de Fórmula 1 do Canadá, 2010.

O engenheiro de pista, ou engenheiro de corrida, é um membro de uma equipe de competição automobilística. Sua função é comunicar-se com os mecânicos e o piloto, para determinar as mudanças e configurações que serão feitas no carro durante um período de corrida. Fora das pistas, o profissional tem a função de analisar o histórico de dados recolhidos do carro, para determinar a configuração inicial para o próximo evento de corrida.
O engenheiro de pista também é responsável pelo gerenciamento direto da mecânica do veículo, organização de cronogramas de testes e estudo dos regulamentos, procurando fazer com que todas essas atividades ocorram tão perfeitamente quanto possível para o bom desempenho de seu piloto.

## História
O papel do engenheiro de pista nas equipes tem crescido com importância, desde a adoção de sensores para coletar dados de desempenho do carro. O seu trabalho é avaliar o desempenho do carro, obtido pela aquisição de dados ou telemetria e dar um feedback ao piloto, procurando melhorar a performance e a vontade do piloto, ajustando a suspensão, calibração do motor, aerodinâmica e outras variáveis que afetam o desempenho do veículo na pista.

## Características da profissão
Um engenheiro de pista deve ter boas habilidades de relacionamento interpessoal e também ter uma boa relação com todos os membros da equipe, não apenas com o seu piloto, tanto na pista quanto fora dela. Muitas vezes o engenheiro também é o "rosto" da equipe para a mídia, isso ocorre especialmente durante a corrida, enquanto o piloto está inacessível.